# Каншивар
Каншивар (кит. 康西瓦, пін. Kāngxīwǎ Zhèn) — колишнє містечко у КНР, повіт Гума в префектурі Хотан.

## Географія
Каншивар розташовується у горах Куньлунь, лежить на річці Каракаш.

### Клімат
Містечко знаходиться у зоні, котра характеризується кліматом полярних пустель. Найтепліший місяць — липень із середньою температурою 8.6 °C (47.5 °F). Найхолодніший місяць — січень, із середньою температурою -19.3 °С (-2.7 °F).
| Клімат Каншивара        | Клімат Каншивара | Клімат Каншивара | Клімат Каншивара | Клімат Каншивара | Клімат Каншивара | Клімат Каншивара | Клімат Каншивара | Клімат Каншивара | Клімат Каншивара | Клімат Каншивара | Клімат Каншивара | Клімат Каншивара | Клімат Каншивара |
| Показник                | Січ.             | Лют.             | Бер.             | Квіт.            | Трав.            | Черв.            | Лип.             | Серп.            | Вер.             | Жовт.            | Лист.            | Груд.            | Рік              |
| Середній максимум, °C   | −11              | −9,2             | −2,8             | 3,6              | 7,2              | 12,2             | 16,9             | 16,3             | 12,2             | 4,6              | −3               | −8,5             | 3,2              |
| Середня температура, °C | −19,3            | −17,1            | −10,3            | −3,9             | −0,5             | 4,4              | 8,6              | 8,1              | 3,5              | −3,9             | −11,3            | −16,6            | −4,9             |
| Середній мінімум, °C    | −24,2            | −22              | −15,8            | −10,2            | −7,2             | −2               | 1,7              | 1,5              | −3,6             | −10,8            | −17,5            | −21,9            | −11              |
| Норма опадів, мм        | 1.7              | 2.5              | 2.5              | 4.3              | 11.6             | 11.6             | 12.1             | 13.2             | 4.6              | 1                | 3.5              | 3.7              | 72.3             |
| Днів з опадами          | 3,4              | 4                | 3,4              | 4,3              | 6,5              | 6,5              | 7,9              | 6,3              | 5                | 2,5              | 2,3              | 2,1              | 54,2             |
| Вологість повітря, %    | 50.4             | 50.2             | 47.1             | 44.7             | 42.7             | 42.6             | 46.4             | 48.2             | 43.7             | 41.6             | 45.7             | 48.8             | 46               |
| ----------------------- | ---------------- | ---------------- | ---------------- | ---------------- | ---------------- | ---------------- | ---------------- | ---------------- | ---------------- | ---------------- | ---------------- | ---------------- | ---------------- |
| Джерело: Weatherbase    |                  |                  |                  |                  |                  |                  |                  |                  |                  |                  |                  |                  |                  |